# 语法化
语法化（Grammaticalization），也称文法化、虚化，通常指实在语义转化为非实在语义，实词转化为表语法功能的成分的过程或现象。

## 定义
语法化可以定义为词的实在语义转化为非实在语义，并且该词转化为表语法功能的成分（即虚词或称功能词）这样一种过程或现象，汉语语言学称之为虚化；但实际上，进一步在形态上变成词缀等屈折形态也是语法化。
虚化的概念最早由元朝的周伯琦提出：
|                                                     | 大抵古人制字，皆从事物上起。今之虚字，皆古之实字。 |
| ——周伯琦，《钦定四库全书·经部十·六書正譌·卷一之三》 |                                                    |

而18世纪法国哲学家埃蒂耶纳·博诺·德·孔狄亚克则最先提出动词的屈折形态是由独立的词演变而来的，故在这个层面上语法化可以完全等同于虚化。后来的语言学家，如威廉·冯·洪堡，也提出过实词来源论。
而“语法化”一词最先由安东尼·梅耶提出，他将语法化定义为“赋予一个独立的词以语法特征，使之不独立”的过程。故广义上语法化还侧重语法范畴和语法成分的产生与形成，依此也可以把语法化定义为语用法经过约定俗成变为语法的过程等。

## 机制
语法化通常会经历以下的几个过程。

### 语义磨损
语义磨损（semantic bleaching），或称去语义化（desemanticization），这个现象几乎涵盖了“虚化”一词，是语法化最基本、也是最早为人所知的的现象，体现为语义内容的丧失，尤其是实词语义内容的丧失，经历语法化以后，这个实词可能只剩下语法上的功能。如汉语“把”“被”“从”等原本有实在语义的名词、动词现在已经不同程度地虚化为量词、介词。
这个过程还可以细化为下面的图式：
词汇源义 → 语法源义 → 语法义 
所谓语法源义，即一个词进入语法化时所表达的意思，这个意思并不一定等同它最开始的意思。例如使役动词“令”，它的词汇源义和语法源义都是“命令”，而“叫”的词汇源义是“叫喊”（不及物动词），语法源义则是“叫某人”（及物动词）。语法源义会影响其后的语法化走向。

### 层次变化
语言结构的层次即结构内部直接成份的划分方式，而语法化会引起语言结构层次的变化，这种变化通常有三类：
- 取消分界（boundary loss）
- 改变分界（boundary shift）
- 增加分界（boundary creation）

汉语里面取消分界的情形是最多的，如状动结构的“好像”，程度副词“好”意义虚化，最后与“像”融为一体。改变分界的情形如“无所不知”，最开始是“无所 | 不知”，即“没有什么地方不知道”，后来“所”虚化为助词以后，“所不知”就变成了名词短语，结构层次也变成了“无 | 所不知”。

### 形态消减
形态消减（morphological reduction），或称去范畴化（de-categorialization），即当一个词从实词转变为虚词以后，它就很有可能开始丧失一些与其原本的语法范畴相关的一些屈折变化，不过这个过程不会改变它的语法功能。
如英语 that，语法化前为指示代词，可以有数的屈折变化（如变成 those）；而语法化为从句标记以后，它就从名词变为助詞，也失去了这一数变化。

### 语音弱化
语音弱化（phonetic erosion）是指语法化过程中丢失语音形式的现象。当一个词位被语法化为语法标记，它就很可能会丢失语音形式，也变得更容易依附到两侧的语音上面去。语音弱化常表现为以下形式：
- 音段丢失，包括丢失完整的音节；
- 超音段特性的丧失，例如声调或语调；
- 语音丧失独立性，会受相邻语音单元的影响；
- 语音简化。

如英语 going to 在口语形式中往往会变成 gonna、because 变为 coz 等，这些都是语音弱化的典型现象。不过语音弱化还会有别的原因，并不都一定与语法化相关。

## 规律
语法化机制一般会受多种原则和特性制约。

### 并存性
并存性（layering），即共时上一种语法功能可以同时由几种语法形式来表示；历时上，即一种新形式出现后旧形式却不会立即消失，导致新旧两种形式并存。例如古汉语里面表示假设的连词有“如”“苟”“若”“假”“设”等十多种，都是由不同来源虚化而来；产生于战国末期的“被”，至今仍和后起的“叫”“让”“给”等并存。

### 择一性
择一性（specialization）是与并存性相对的最终趋势，即表达同一语法功能的多种并存形式经过筛选淘汰，最后往往会缩减到一两种。如表最小量的词语常与否定词连用，表示全量否定，如“一点不少”、“一步不动”等；法语历史上有 pas、point、mie、goutte 等多个最小量词语，但最终虚化为真正否定词的只有 pas，如 je sais pas.

### 歧变性
歧变性（divergence），即一个实词朝一个方向变为一种语法成分以后，仍然可以向另一个方向变为另外一种语法成分，其结果就是同一个实词可以歧变出不同的语法成分。如拉丁语 habere 在法语里面变为将来时后缀 -ai（如 je chanterai），但是它又朝另一方向变为动词 avoir，继而变为完成体助词 ai（如 j'ai chanté）。

### 保持性
保持性（persistence），也称语义残留性，即实词语法化为语法成分以后，往往还会保持原来实词的一些特点；残存的特点会对虚词的具体用法产生限制。如古汉语中表示假设的“使”只能用在句首，如“使武安侯在者”而非“*武安侯使在者”，因为连词“使”来自动词，动词后面一般是要带名词宾语的。

### 滞后性
滞后性是指语形的变化总是滞后于语义的变化，其结果是语言中普遍存在的一詞多義以及兼类。

### 频率原则
语法化与实词的使用频率相关，其使用频率越高，就越容易语法化。反过来，语法化的结果又会进一步提高使用频率；而从分布上看，语法化程度越高，分布的范围也越广。如斯瓦希里语里面已经语法化的词全部属于常用词中使用频率最高的278个词，但这并不意味着凡使用频率高的词都会语法化，斯瓦希里语的“看”“去”“说”都没有语法化，说明频率并非语法化的充分条件。

### 渐变性
语法化是一个连续渐变的过程，其语义磨损过程中会有数个中间状态，同时兼具前后两端的语义。如英语 with 由表示跟随到表示工具这一过程至少经历了10个连续的阶段，其相邻两个阶段的语义只有细微差别。

### 单向循环性
单向性（unidirectionality）是语法化理论中的一个最重要的假设，即语法化的演变往往以如下的两个特定方向之一进行：
词汇成分 → 语法成分

较少语法化 → 较多语法化
例如下面的演变序列就是一种单向的、不可逆的演变序列：
实义词 → 语法词 → 黏着词缀 → 屈折词缀
目前一般认为，语法化演变的单向性假设显示出句法形态演变的普遍制约，是对人类语言演变共性的一种概括，因而在理论和实践上都具有重要的价值； 不过它只是一个强烈的倾向，并非一条绝对原则。实际上，单向性也是有反例的，称为逆语法化（degrammaticalization），即虚词实化，如拉丁语 omnibus 的词尾 -bus（与格复数）变为英语的 bus，不过这种现象极为罕见。
然而，单向性假设也有一个很大的漏洞，即纯粹单向演化会使语言中的语法化成分无限制地越来越多。于是便出现了语法化的循环性假设，即一个成分语法化到了极限以后就会跟实词融合在一起，自身变成了零形式。循环性假说有些类似于语言类型学的循环说，即分析语转化为综合语的黏着语乃至屈折语，最后又向分析语转化。如：
实义词（自由的词） → 语法词（自由的词）→ 附著語素〈前附语素、後附語素、中间语素、内附语素〉 → 黏着词缀 → 屈折词缀 →（零形式，*自由的词）

章法成分（Part of Discourse） → 句法成分 → 形态音位成分 →（零形式）
词缀向零形式的转变在印欧语中不乏其例，汉语的典型例子如名词后缀“儿”，它往往跟它所依附的词根合并为一个儿化音节，“女儿”“小儿”的“儿”还可以算是复合词的一个语素，“孩儿”的“儿”就已经变成了音节韵尾了。汉语以外，循环演变在藏缅语族中也相当普遍。如拉祜语动词 là（来）先从独立动词（如“他来了”的“来”）变为半独立动词（“跑来跑去”的“来”），然后又变为輕聲词缀 la（“看来”的“来”），最后又变成韵尾 -l；相同情况的还有尼瓦尔语的 wal（来，来自*wa+la 走+来）。

## 等级
语法化有程度高低之分，其中一个最重要的依据就是单向性，即历时上形成时间的先后。但是也有其他角度和范围内建立的一些语法化程度的等级，故在缺乏历时证据时也能判断语法化的程度。
从句法形态角度看，可以将各种语法格排列成一个语法化等级：
工具格/共格/益格/部分格/直接格/奪格 < 方位格 < 与格 < 宾格/作格/属格 < 主格/通格
如以汉语介词的格语义来看，表示工具的“用”动作性最强，表与格的“给”次之，表宾格的“把”动词性最弱。语法格的各种表现形式还能排列成另一种等级，语法化程度越高就越倾向于采用词缀乃至零形式：
词汇形式（< 副词）< 介词 < 词缀 < 零形式
例如在乌拉尔语系当中，表伴随的各种格形式（内格、出格、入格、接格、奪格、向格等）同源，在有的语言中（如芬兰语）中是后置介词，在有的语言中已经虚化为名词后缀，甚至变为高度虚化的形尾。如果把上述两种等级结合起来，那么可以判断出如果一种语言有零形式的语法格，那么这个格是主格或通格；如果零形式的语法格不止一种，那么还有可能是宾格、作格或者属格，以此类推。如巴斯克语，其通格标记就是零形式，而作格标记为后缀 -ek。
从认知语言学角度看，如果将语法化看作若干认知域（cognitive domain）的转移过程，那么可以排列出一个由具体到抽象的等级：
人 < 物 < 事 < 空间 < 时间 < 性质
这个等级的前半部分是由实词变为虚词的过程，后半部分则是虚词进一步语法化的过程。在很多非洲语言里，比如古尔语，表“家”或“村庄”的事物名词虚化为表处所的介词，然后又进一步语法化为表领属关系的词缀。其中的空间关系还能以“自我”为参照点，则还能再分出四个等级：
社会空间 < 物质空间 < 时间空间 < 逻辑空间
语法化程度等级还能根据语法功能排列成：
概念功能 < 语篇功能 < 人际功能
例如英语 while 一词在古英语 hwilum 中表示“有时”，只有概念功能；在中古英语当中表示“当……时候”，既有概念功能又有语篇功能；到近代英语表示让步，即有了人际功能。

## 原因和条件
语法化的原因和条件是多方面的，但目前尚须深入研究。从语用角度来说，语言交流必须同时满足便于表达和便于理解两个条件，因此语篇的组织和交流的意图等可能会使语法化的重要原因。从认知心理的角度来看，隐喻是认知的主要方式，人的认知规律就是从具体到抽象，所以用虚化成分表示语法关系就是人的一种自然倾向。
除了语用和心理原因，语言间的接触也有可能是原因之一。如东南亚的语言之间借用和仿造语法成分的现象十分普遍，汉语的虚词“得”扩散到越南语是 ，泰语是  (thùuk)，瑶语是 túʔ；泰语完成体助词  (lέɛw) 早期借助汉语“了”（liǎo）。又如日语第一人称代词和第二人称代词
都源自汉语，这种情况下往往还有社会因素在起作用。
此外，语法化是否会受语言内部结构制约，时间跨度得差异等课题仍尚待研究。

## 历时研究与共时研究
当今语言研究逐渐产生的一种趋势是历时和共时研究的重新结合，尤其是1970年代以后随着语法化研究的发展，研究重心从历时转向共时，就是想用语法化来解释共时层面上过去难以解释的现象。结构主义语言学从索绪尔开始就严格区分共时研究和历时研究，但实际上很多共时现象离开了历时因素就解释不清，如现代汉语的介词，有一些是纯粹的介词（如“从”“被”），有一些则带有很强的动作性（如“到”），有些则介乎二者之间（如“给”）。这更体现了共时和历时研究结合的重要性。
塔尔米·吉翁提出过“今天的词法曾是昨天的句法”，即要了解一种语言现在的构词法，就必须了解这种语言过去的句法。如非洲的班图语族过去采用SOV语序，而现在则采用SVO语序，在词法上有些动词所拥有的宾格前缀（OV）就是过去SOV语序的残留。现代英语如 taxi driver 等中心语后置的复合词也是历史上SOV语序的反映。吉翁等学者进而还提出过“今天的句法曾是昨天的章法”的观点，即句法成分是篇章成分句法化的结果，如完成体标记的完成概念是在叙述过程中为时间前连后续的需要而产生的，因此它最初是一个章法概念。又如，词类当中最普遍存在的名词和动词两大范畴产生于叙述过程中两个最基本的章法功能，即指称事物和述说事件。吉翁甚至主张主语这一语法范畴是由话题演变而来的，如 *Mary she drives me mad. 这句话里面，Mary 是话题，代词 she 复指 Mary，如果代词 she 变为粘附于动词的词缀，继而又缩略成与 Mary 一致的形态标记，主语这个范畴就诞生了。吉翁等人的研究从历时与共时结合的角度极大扩展了语法化的内涵。
既然语法化是一个连续的过程，那么语言中大量存在的的一词多义、歧义、兼类等现象的存在也具有了合理性，因为他们都是历史演变的过渡阶段在共时上的反映。所以保罗·霍珀曾提出一种比较极端的观点：
|  | 根本没有语法，有的只是语法化。 |

意即没有现存的语法，只有产生过程中的语法。基于这种态度，有的学者也为现代汉语的兼类词提出一些中间类，如“动介词”。